# Pandanus dauphinensis
Pandanus dauphinensis är en enhjärtbladig växtart som beskrevs av Ugolino Martelli. Pandanus dauphinensis ingår i släktet Pandanus och familjen Pandanaceae. Inga underarter finns listade.